# Großer Preis von Italien 1967
Der Große Preis von Italien 1967 (offiziell XXXVIII Gran Premio d'Italia) fand am 10. September auf dem Autodromo Nazionale di Monza in Monza statt und war das neunte Rennen der Automobil-Weltmeisterschaft 1967. Das Rennen hatte auch den FIA-Ehrentitel Großer Preis von Europa.

## Berichte

### Hintergrund
Alle Teams hatten nach dem Großen Preis von Kanada die Rückreise nach Europa rechtzeitig bewältigt. Dennoch gab es ein paar Veränderungen im Teilnehmerfeld.
Vorjahressieger Ludovico Scarfiotti suchte nach einem Cockpit für einen Gaststart und fand dies im Eagle-Team von Dan Gurney, da Ferrari erneut mit nur einem Werkswagen antrat, wie bereits bei den meisten zurückliegenden Rennen der laufenden Saison. Mit Giancarlo Baghetti gab es noch einen zweiten einheimischen Gaststarter, in diesem Fall am Steuer eines dritten Werks-Lotus.
Das Honda-Werksteam hatte die Überseereise ausgelassen, um die Entwicklung des neuen Typs RA300 abzuschließen, der nun in Monza mit Werksfahrer John Surtees am Steuer erstmals eingesetzt wurde. Aufgrund seiner konstruktiven Ähnlichkeit zu einem Indy-500-Rennwagen von Lola wurde der neue Wagen von der Fachpresse scherzhaft als „Hondola“ bezeichnet.
Da Pedro Rodríguez weiterhin verletzungsbedingt pausieren musste, gab man im Cooper-Werksteam dem Belgier Jacky Ickx die Chance auf sein Debüt in einem Formel-1-Wagen, nachdem er fünf Wochen zuvor bereits als Formel-2-Pilot am Großen Preis von Deutschland teilgenommen und dort durch gute Leistungen überzeugt hatte.

### Training
Zum vierten Mal in Folge sicherte sich Jim Clark im Lotus 49 die Pole-Position. Für das Lotus-Werksteam war dies sogar bereits die siebte aufeinanderfolgende Pole in dieser Saison. Mit Jack Brabham und Bruce McLaren belegten zwei Fahrer in ihren jeweiligen Eigenkonstruktionen die beiden übrigen Plätze in der ersten Startreihe. Chris Amon qualifizierte sich im Ferrari 312 für den vierten Platz und Dan Gurney im Eagle T1G für den fünften. Somit war unter den ersten fünf Startplätzen jeweils ein Exemplar der erfolgreichsten Rennwagen der Saison vertreten.
Es folgten Denis Hulme, Jackie Stewart und Graham Hill in der dritten Startreihe.

### Rennen
Das Rennen begann mit einem Missverständnis zwischen dem Starter und einigen Piloten, die dessen Zeichen zum Vorstart als Freigabe des Rennens interpretierten. Somit kam es zu einem Durcheinander zwischen Fahrern, die noch langsam auf ihre Startplätze rollten und solchen, die bereits voll beschleunigten. Da es trotz dieser heiklen Situation zu keinem Unfall kam, wurde der Start nicht abgebrochen.
Brabham ging zunächst in Führung, wurde jedoch bereits in der zweiten Runde von Gurney überholt. Es folgte Hill vor Clark, McLaren, Stewart und Hulme. Gegen Ende der dritten Runde ging Clark in Führung und Hill gelangte auf den zweiten Rang, nachdem Gurney wegen eines Motorschadens ausgefallen war. Hulme konnte das Tempo der beiden Lotus halten und sogar kurzzeitig die Führung übernehmen, bevor er kurz darauf wieder durch Clark von dieser Position verdrängt wurde.
In der 13. Runde wurde Clark wegen eines Reifenschadens zu einem Boxenstopp gezwungen. Seine Mechaniker waren darauf nicht vorbereitet. Als er wieder auf die Strecke zurückkehrte, hatte er eine Runde Rückstand auf den nun führenden Hill. Es folgte eine der markantesten Aufholjagden der Formel-1-Geschichte. Begünstigt durch Windschattenduelle rundete sich der Schotte binnen weniger Umläufe zurück und schloss sich erneut der Spitzengruppe an, deren Führender ebenfalls aufgrund von Windschattenmanövern mehrfach wechselte. In Runde 31 musste der in der Weltmeisterschaft führende Hulme das Rennen aufgrund eines überhitzten Motors aufgeben.
Gegen Ende des Rennens überholte Clark den drittplatzierten Surtees. Durch den technisch bedingten Ausfall von Hill gelangte er auf den zweiten Rang und schließlich durch ein Überholmanöver gegen Brabham wieder in Führung. Surtees überholte den Australier ebenfalls.
Die letzte Runde begann Clark noch als Führender, auf der letzten langen Geraden ging ihm jedoch das Benzin aus. Surtees und Brabham duellierten sich daraufhin in der Parabolica auf den letzten Metern des Rennens um den Sieg. Surtees gewann schließlich mit einer halben Wagenlänge Vorsprung und erreichte somit bei der Premiere des RA300 direkt dessen ersten und einzigen Sieg. Clark rollte rund 23 Sekunden später als Dritter lautlos über die Ziellinie.

## Meldeliste
| Team                        | Nr. | Fahrer              | Chassis      | Motor                    | Reifen |
| --------------------------- | --- | ------------------- | ------------ | ------------------------ | ------ |
| Scuderia Ferrari SpA SEFAC  | 02  | Chris Amon          | Ferrari 312  | Ferrari 242 3.0 V12      | F      |
| Bruce McLaren Motor Racing  | 04  | Bruce McLaren       | McLaren M5A  | BRM P142 3.0 V12         | G      |
| Rob Walker Racing           | 06  | Joseph Siffert      | Cooper T81   | Maserati 9/F1 3.0 V12    | F      |
| Anglo American Racers       | 08  | Dan Gurney          | Eagle T1G    | Weslake 58 3.0 V12       | G      |
| Anglo American Racers       | 10  | Ludovico Scarfiotti | Eagle T1G    | Weslake 58 3.0 V12       | G      |
| Guy Ligier                  | 12  | Guy Ligier          | Brabham BT20 | Repco 620 3.0 V8         | F      |
| Honda Racing                | 14  | John Surtees        | Honda RA300  | Honda RA273E 3.0 V12     | F      |
| Brabham Racing Organisation | 16  | Jack Brabham        | Brabham BT24 | Repco 740 3.0 V8         | G      |
| Brabham Racing Organisation | 18  | Denis Hulme         | Brabham BT24 | Repco 740 3.0 V8         | G      |
| Team Lotus                  | 20  | Jim Clark           | Lotus 49     | Ford Cosworth DFV 3.0 V8 | F      |
| Team Lotus                  | 22  | Graham Hill         | Lotus 49     | Ford Cosworth DFV 3.0 V8 | F      |
| Team Lotus                  | 24  | Giancarlo Baghetti  | Lotus 49     | Ford Cosworth DFV 3.0 V8 | F      |
| Joakim Bonnier Racing Team  | 26  | Joakim Bonnier      | Cooper T81   | Maserati 9/F1 3.0 V12    | F      |
| Cooper Car Company          | 30  | Jochen Rindt        | Cooper T86   | Maserati 10/F1 3.0 V12   | F      |
| Cooper Car Company          | 32  | Jacky Ickx          | Cooper T81B  | Maserati 10/F1 3.0 V12   | F      |
| Owen Racing Organisation    | 34  | Jackie Stewart      | BRM P115     | BRM P75 3.0 H16          | G      |
| Owen Racing Organisation    | 36  | Mike Spence         | BRM P83      | BRM P75 3.0 H16          | G      |
| Reg Parnell Racing          | 38  | Chris Irwin         | BRM P83      | BRM P75 3.0 H16          | F      |

## Klassifikationen

### Startaufstellung
| Pos. | Fahrer              | Konstrukteur    | Zeit    | Ø-Geschwindigkeit | Start |
| ---- | ------------------- | --------------- | ------- | ----------------- | ----- |
| 01   | Jim Clark           | Lotus-Ford      | 1:28,5  | 233,898 km/h      | 01    |
| 02   | Jack Brabham        | Brabham-Repco   | 1:28,8  | 233,108 km/h      | 02    |
| 03   | Bruce McLaren       | McLaren-B.R.M.  | 1:29,31 | 231,777 km/h      | 03    |
| 04   | Chris Amon          | Ferrari         | 1:29,35 | 231,673 km/h      | 04    |
| 05   | Dan Gurney          | Eagle-Weslake   | 1:29,38 | 231,595 km/h      | 05    |
| 06   | Denis Hulme         | Brabham-Repco   | 1:29,46 | 231,388 km/h      | 06    |
| 07   | Jackie Stewart      | B.R.M.          | 1:29,6  | 231,027 km/h      | 07    |
| 08   | Graham Hill         | Lotus-Ford      | 1:29,7  | 230,769 km/h      | 08    |
| 09   | John Surtees        | Honda           | 1:30,3  | 229,236 km/h      | 09    |
| 10   | Ludovico Scarfiotti | Eagle-Weslake   | 1:30,8  | 227,974 km/h      | 10    |
| 11   | Jochen Rindt        | Cooper-Maserati | 1:31,3  | 226,725 km/h      | 11    |
| 12   | Mike Spence         | B.R.M.          | 1:32,1  | 224,756 km/h      | 12    |
| 13   | Joseph Siffert      | Cooper-Maserati | 1:32,2  | 224,512 km/h      | 13    |
| 14   | Joakim Bonnier      | Cooper-Maserati | 1:32,5  | 223,784 km/h      | 14    |
| 15   | Jacky Ickx          | Cooper-Maserati | 1:33,0  | 222,581 km/h      | 15    |
| 16   | Chris Irwin         | B.R.M.          | 1:33,2  | 222,103 km/h      | 16    |
| 17   | Giancarlo Baghetti  | Lotus-Ford      | 1:35,2  | 217,437 km/h      | 17    |
| 18   | Guy Ligier          | Brabham-Repco   | 1:37,3  | 212,744 km/h      | 18    |

### Rennen
| Pos. | Fahrer              | Konstrukteur    | Runden | Stopps | Zeit       | Start | Schnellste Runde |
| ---- | ------------------- | --------------- | ------ | ------ | ---------- | ----- | ---------------- |
| 01   | John Surtees        | Honda           | 68     | 0      | 1:43:45,0  | 09    | 1:29,6           |
| 02   | Jack Brabham        | Brabham-Repco   | 68     | 0      | + 0,2      | 02    | 1:29,6           |
| 03   | Jim Clark           | Lotus-Ford      | 68     | 1      | + 23,1     | 01    | 1:28,5 (26.)     |
| 04   | Jochen Rindt        | Cooper-Maserati | 68     | 0      | + 56,6     | 11    | 1:30,3           |
| 05   | Mike Spence         | B.R.M.          | 67     | 0      | + 1 Runde  | 12    | 1:31,7           |
| 06   | Jacky Ickx          | Cooper-Maserati | 66     | 0      | + 2 Runden | 15    | 1:33,2           |
| 07   | Chris Amon          | Ferrari         | 64     | 2      | + 4 Runden | 04    | 1:30,2           |
| –    | Graham Hill         | Lotus-Ford      | 58     | 0      | DNF        | 08    | 1:29,1           |
| –    | Joseph Siffert      | Cooper-Maserati | 50     | 0      | DNF        | 13    | 1:32,0           |
| –    | Giancarlo Baghetti  | Lotus-Ford      | 50     | 0      | DNF        | 17    | 1:29,8           |
| –    | Bruce McLaren       | McLaren-B.R.M.  | 46     | 0      | DNF        | 03    | 1:30,4           |
| –    | Joakim Bonnier      | Cooper-Maserati | 46     | 0      | DNF        | 14    | 1:34,3           |
| –    | Jackie Stewart      | B.R.M.          | 45     | 1      | DNF        | 07    | 1:30,6           |
| –    | Denis Hulme         | Brabham-Repco   | 30     | 0      | DNF        | 06    | 1:28,9           |
| –    | Guy Ligier          | Brabham-Repco   | 26     | 0      | DNF        | 18    | 1:34,5           |
| –    | Chris Irwin         | B.R.M.          | 16     | 0      | DNF        | 16    | 1:32,9           |
| –    | Ludovico Scarfiotti | Eagle-Weslake   | 5      | 1      | DNF        | 10    | 1:31,0           |
| –    | Dan Gurney          | Eagle-Weslake   | 4      | 0      | DNF        | 05    | 1:30,0           |

## WM-Stände nach dem Rennen
Die ersten sechs des Rennens bekamen 9, 6, 4, 3, 2, 1 Punkte. Die besten fünf Ergebnisse der ersten sechs und die besten vier der restlichen fünf Rennen zählten zur Meisterschaft. In der Konstrukteurswertung zählten dabei nur die Punkte des bestplatzierten Fahrers eines Teams.

### Fahrerwertung
| Pos. | Fahrer              | Konstrukteur                    | Punkte |
| ---- | ------------------- | ------------------------------- | ------ |
| 01   | Denis Hulme         | Brabham-Repco                   | 43     |
| 02   | Jack Brabham        | Brabham-Repco                   | 40     |
| 03   | Jim Clark           | Lotus-B.R.M.                    | 23     |
| 04   | Chris Amon          | Ferrari                         | 20     |
| 05   | John Surtees        | Honda                           | 17     |
| 06   | Pedro Rodríguez     | Cooper-Maserati                 | 14     |
| 07   | Dan Gurney          | Eagle-Weslake                   | 13     |
| 08   | Jackie Stewart      | B.R.M.                          | 10     |
| 09   | Graham Hill         | Lotus-Ford                      | 9      |
| 10   | Mike Spence         | B.R.M.                          | 7      |
| 11   | Jochen Rindt        | Cooper-Maserati                 | 6      |
| 12   | John Love           | Cooper-Climax                   | 6      |
| 13   | Bruce McLaren       | McLaren-B.R.M. / Eagle-Weslake  | 3      |
| 14   | Joseph Siffert      | Cooper-Maserati                 | 3      |
| 15   | Bob Anderson        | Brabham-Climax                  | 2      |
| 16   | Mike Parkes         | Ferrari                         | 2      |
| 17   | Chris Irwin         | Lotus-B.R.M. / B.R.M.           | 2      |
| 18   | Joakim Bonnier      | Cooper-Maserati                 | 2      |
| 19   | Ludovico Scarfiotti | Ferrari                         | 1      |
| 20   | Guy Ligier          | Cooper-Maserati / Brabham-Repco | 1      |
| 21   | Jacky Ickx          | Matra-Ford / Cooper-Maserati    | 1      |

| Pos. | Fahrer              | Konstrukteur      | Punkte |
| ---- | ------------------- | ----------------- | ------ |
| 22   | David Hobbs         | B.R.M. / Lola-BMW | 0      |
| 23   | Richard Attwood     | Cooper-Maserati   | 0      |
| 24   | Mike Fisher         | Lotus-B.R.M.      | 0      |
| 25   | Alan Rees           | Cooper-Maserati   | 0      |
| –    | Jackie Oliver       | Lotus-Ford        | 0      |
| –    | Lorenzo Bandini †   | Ferrari           | 0      |
| –    | Piers Courage       | Lotus-B.R.M.      | 0      |
| –    | Dave Charlton       | Brabham-Climax    | 0      |
| –    | Luki Botha          | Brabham-Climax    | 0      |
| –    | Sam Tingle          | LDS-Climax        | 0      |
| –    | Johnny Servoz-Gavin | Matra-Ford        | 0      |
| –    | Silvio Moser        | Cooper-A.T.S.     | 0      |
| –    | Brian Hart          | Protos-Ford       | 0      |
| –    | Hubert Hahne        | Lola-BMW          | 0      |
| –    | Kurt Ahrens         | Protos-Ford       | 0      |
| –    | Jo Schlesser        | Matra-Ford        | 0      |
| –    | Gerhard Mitter      | Brabham-Ford      | 0      |
| –    | Al Pease            | Eagle-Climax      | 0      |
| –    | Eppie Wietzes       | Lotus-Ford        | 0      |
| –    | Ludovico Scarfiotti | Eagle-Weslake     | 0      |

### Konstrukteurswertung
| Pos. | Konstrukteur    | Punkte |
| ---- | --------------- | ------ |
| 01   | Brabham-Repco   | 57     |
| 02   | Lotus-Ford      | 26     |
| 03   | Cooper-Maserati | 24     |
| 04   | Ferrari         | 20     |
| 05   | Honda           | 17     |
| 06   | B.R.M.          | 15     |
| 07   | Eagle-Weslake   | 13     |
| 08   | Cooper-Climax   | 6      |

| Pos. | Konstrukteur   | Punkte |
| ---- | -------------- | ------ |
| 09   | Lotus-B.R.M.   | 6      |
| 10   | McLaren-B.R.M. | 3      |
| 11   | Brabham-Climax | 2      |
| –    | Lotus-Climax   | 0      |
| –    | LDS-Climax     | 0      |
| –    | Matra-Ford     | 0      |
| –    | Protos-Ford    | 0      |
| –    | Lola-BMW       | 0      |